# エリシュム2世
エリシュム2世（Erishum II、在位：紀元前19世紀頃）は、古アッシリア時代のアッシリアの王。
アッシリア王名表によれば前王ナラム・シンの息子として生まれた。当時のアッシュル市はアナトリア半島とバビロニアを結ぶ中継貿易で経済的には繁栄していたが、軍事的には小国であった。
エカラトゥムによったアムル人の王シャムシ・アダド1世は、アッシュール市の支配を目論み、エリシュム2世はこれに対抗できず王位を奪われた。